# Halid Ağa Çeşmesi
Le monument historique Halid Ağa Çesmesi est une fontaine qui se situe à Kadıköy, à Istanbul. Elle a été offerte par Halid Ağa (mort en 1798) qui a servi à la cour royale et a fini sa carrière en tant que  chef des eunuques du harem au Palais de Topkapı.
La fontaine se trouve aujourd'hui au début de la rue Halitağa (en face du n°7), emplacement où elle été déplacée dans les années 1940. Initialement elle se trouvait sur la rue principale Soğutluçeşme (tr). Le monument est de style baroque et est composé de trois fontaines côte à côte séparées par de minces colonnes.
Trois inscriptions renseignent sur l'histoire du monument. L'inscription principale est située au centre de la fontaine, sous la corniche et indique la date de construction, 1794. Les deux autres inscriptions ont été placées sur la couverture lors de du déplacement du bâtiment. Elles indiquent deux restaurations, en 1838 à droite et en 1868-1869 à gauche.